# INTO THE WISH : Our WISH
《NCT WISH 1st CONCERT TOUR 'INTO THE WISH : Our WISH'》은 대한민국과 일본의 음악 그룹 NCT WISH의 두번째 콘서트 투어이다.

## 개요
NCT WISH는 앞서 개최된 일본 팬미팅 〈NCTzen WISH-JAPAN FANMEETING 2025 "WISH제"〉의 2일 차인 2025년 7월 21일, NCT WISH의 두번째 일본 홀 투어 개최를 선언하였고 뒤이어 NCT WISH 공식 X와 에이벡스 NCT 공식 홈페이지를 통해 아시아 투어의 일정이 공개되었다.
이후 8월 8일, 국내 콘서트의 추가 공연 발표와 함께 초상 포스터가 공개되었으며 팬클럽 선행 예매와 일반 예매가 각각 18일과 20일에 멜론티켓을 통해 진행되었다.

## 투어 일정
| 날짜             | 도시         | 국가       | 장소                         | 관객 동원     |
| ---------------- | ------------ | ---------- | ---------------------------- | ------------- |
| 2025년 10월 31일 | 서울         | 대한민국   | 인스파이어 아레나            | 통산 30,000명 |
| 2025년 11월 1일  | 서울         | 대한민국   | 인스파이어 아레나            | 통산 30,000명 |
| 2025년 11월 2일  | 서울         | 대한민국   | 인스파이어 아레나            | 통산 30,000명 |
| 2025년 11월 8일  | 이시카와     | 일본       | 혼다노모리 홀                | 통산 4,400명  |
| 2025년 11월 9일  | 이시카와     | 일본       | 혼다노모리 홀                | 통산 4,400명  |
| 2025년 11월 15일 | 히로시마시   | 일본       | 히로시마 문화회관 HBG 홀     | 2,000명       |
| 2025년 11월 16일 | 카가와       | 일본       | 선포트 홀 타카마츠           | 1,500명       |
| 2025년 11월 21일 | 대판         | 일본       | 오릭스 극장                  | 통산 3,600명  |
| 2025년 11월 22일 | 대판         | 일본       | 오릭스 극장                  | 통산 3,600명  |
| 2025년 11월 23일 | 대판         | 일본       | 오릭스 극장                  | 통산 3,600명  |
| 2025년 11월 29일 | 삿포로시     | 일본       | 카나모토 홀                  | 1,500명       |
| 2025년 12월 18일 | 후쿠오카시   | 일본       | 후쿠오카 선 팰리스           | 통산 4,600명  |
| 2025년 12월 19일 | 후쿠오카시   | 일본       | 후쿠오카 선 팰리스           | 통산 4,600명  |
| 2025년 12월 21일 | 아이치현     | 일본       | 아이치현 예술 극장 대강당    | 통산 7,500명  |
| 2025년 12월 22일 | 아이치현     | 일본       | 아이치현 예술 극장 대강당    | 통산 7,500명  |
| 2025년 12월 23일 | 아이치현     | 일본       | 아이치현 예술 극장 대강당    | 통산 7,500명  |
| 2026년 1월 3일   | 고베시       | 일본       | 고베 월드 기념 홀            | 통산 10,000명 |
| 2026년 1월 4일   | 고베시       | 일본       | 고베 월드 기념 홀            | 통산 10,000명 |
| 2026년 1월 17일  | 도쿄         | 일본       | 국립 요요기 경기장 제1체육관 | 통산 24,000명 |
| 2026년 1월 18일  | 도쿄         | 일본       | 국립 요요기 경기장 제1체육관 | 통산 24,000명 |
| 2026년 1월 25일  | 홍콩         | 홍콩       | 아시아 월드 아레나           | 10,000명      |
| 2026년 2월 28일  | 타이베이     | 대만       | NTSU 아레나                  | 8,000명       |
| 2026년 3월 7일   | 쿠알라룸푸르 | 말레이시아 | IDEA 라이브 KL               | 7,000명       |
| 2026년 3월 21일  | 마카오       | 마카오     | 베네시안 호텔 코타이 아레나  | 12,000명      |
| 2026년 4월 4일   | 방콕         | 태국       | 바이텍 라이브                | 7,000명       |
| 2026년 4월 11일  | 자카르타     | 인도네시아 | 인도네시아 컨벤션 전시장 5홀 | 9,000명       |

## 세트 리스트
- 공연 후 기록 예정

## 제작
- NCT WISH (시온, 리쿠, 유우시, 재희, 료, 사쿠야)
- 주최 : SM 엔터테인먼트